# جند الأقصى
جند الأقصى كانت مجموعة إسلامية معارضة مسلحة تحارب في الحرب الأهلية السورية، نشطة في محافظتي إدلب وحماة. عرفت سابقاً باسم سرايا القدس وتم تأسيسها من قبل أبو عبد العزيز القطري كفصيل تابع لجبهة النصرة. انشقت المجموعة لاحقاً بعد خلافات مع النصرة حول حملة التجنيد السريعة وعداء الأخيرة للدولة الإسلامية. المجموعة مُصنفة منظمة إرهابية في الولايات المتحدة الأمريكية.
في بداية 2014 أشارت تقارير إلى أن معظم مقاتلي المجموعة هم عرب غير سوريين (مهاجرين). وفي نهاية 2014 أصبحت المجموعة ذات أغلبية سورية، ويرجع ذلك جزئيًا لانشقاق مجموعات أخرى من المعارضة السورية.
اندلعت في أكتوبر 2016 اشتباكات دموية بين جند الأقصى وحركة أحرار الشام في ريفي إدلب وحماة على خلفية اعتقالات متبادلة بين الطرفين. وعلى إثر الاشتباكات، بايعت جند الأقصى جبهة فتح الشام وقبلت الجبهة بيعتها وحل الجند واندماجهم كاملاً داخل فتح الشام. ولكن حركة أحرار الشام أعلنت مواصلة قتال جند الأقصى حتى بعد إعلان بيعتها لفتح الشام.